# Народный добровольческий корпус
Народный добровольческий корпус (яп. 国民義勇戦闘隊 Кокумин гию: сэнто:тай) — ополчение Японии времён Второй мировой войны, созданное в июне 1945 года как последний рубеж обороны Японских островов на случай, если союзники совершат высадку на острова и попытаются штурмовать столицу. Де-факто Народный добровольческий корпус был своеобразным аналогом немецкого фольксштурма. Командующим корпуса был премьер-министр, генерал армии Куниаки Коисо.

## История

### Добровольческий корпус
В марте 1945 года кабинет премьер-министра Куниаки Коисо одобрил закон о создании подразделений гражданской обороны, которые объединялись под общим названием «Добровольческий корпус» (яп. 国民義勇隊 Кокумин гию:тай). С помощью Ассоциации помощи трону, Ассоциации соседства и Молодёжной партии Великой Японии к июню 1945 года были образованы первые подразделения. Изначально корпус выполнял задания по пожарной охране, обеспечению продовольствием и эвакуации. В нём служили мужчины в возрасте от 12 до 65 лет и женщины от 12 до 45 лет. Они обучались тушению пожаров и оказанию первой медицинской помощи.

### Ополчение
В апреле 1945 года кабинет Коисо заявил о преобразовании Добровольческого корпуса в ополчение и утверждении основного названия — «Народный добровольческий корпус». Поводом для образования стали слухи и убеждения, что США, Великобритания, СССР и их союзники готовы после разгрома Германии совершить морской и воздушный десант на Японские острова. Чтобы предотвратить это развитие событий или хотя бы в худшем случае организовать какое-нибудь сопротивление, кабинет принял закон о призыве, согласно которому в Корпус призывались все мужчины от 15 до 60 лет и незамужние женщины в возрасте от 17 до 40 лет. Командирами назначались отставные военные и гражданские лица, у которых был опыт обращения с оружием.
Первостепенными задачами корпуса являлись строительство зданий и перевозка припасов. Однако регулярно проводились военные учения, а корпус считался своеобразной второй линией обороны Императорской армии Японии, готовый вести войну на истощение против оккупантов. В случае, если бы союзники совершили высадку, гражданские вступали бы с ними в бои в городах, деревнях, горах и лесах, действуя как открыто, так и тайно.

### Численность и боеспособность
Боеспособными к концу июня 1945 года были признаны 28 миллионов мужчин и женщин, но до конца войны в корпус вступило только 2 миллиона человек. Более того, из них никто вообще так и не принял участие в боях, поскольку Япония 2 сентября 1945 подписала акт о капитуляции. Оружия у солдат почти не было, поскольку во время битвы за Окинаву американцам достались огромные оружейные запасы. Вследствие этого японцы вооружались старыми ружьями со складов, мечами и даже бамбуковыми копьями.
Единственным эпизодом Второй мировой войны, в котором успели поучаствовать ополченцы, была советско-японская война: немногочисленные отряды самообороны вступали в бои с советскими солдатами на острове Сахалин, в Маньчжурии, Корее и Квантуне, но были почти полностью истреблены. После капитуляции Японии американские войска приказали распустить отряды самообороны, что японцы вскоре и сделали.

## Оружие
В арсенале Народного добровольческого корпуса были следующие штатные образцы оружия:
- Пистолет Намбу Тип 94
- Винтовка Тип 30
- Винтовка Тип 38
- Кавалерийский карабин Тип 44
- Ручной пулемёт Тип 11
- Станковый пулемёт Тип 1
- 150-мм зенитная пушка Тип 5
- 200-мм реактивный миномёт Тип 4
- Гранатомёт Тип 10
- Миномёт Тип 89
- Керамическая граната Тип 4
- Противотанковая граната/мина из бамбуковой трубки

В распоряжении японцев были также следующие образцы оружия:
- Винтовка Мурата
- Винтовка Шасспо
- Дульнозарядные капсюльные мушкеты XIX века
- Дульнозарядные фитильные ружья
- Коктейль Молотова
- Бамбуковые и деревянные копья[1]
- Длинные луки
- Оружие ближнего боя:
  - Древковое
    - Дзё
    - Канабо
    - Ханбо
    - Трезубец камаяри
    - Нагината
    - Шесты, дубинки и палицы

  - Холодное
    - Катана
    - Син-гунто
    - Штык Тип 30
    - Нож хори-хори
    - Разнообразные мечи и ножи

## Аналоги
- Фольксштурм
- Вервольф (ополчение)
- Местные добровольческие силы обороны